# 元油津駅
元油津駅（もとあぶらつえき）は、宮崎県日南市平野にあった日本国有鉄道（国鉄）志布志線（貨物支線。現：日南線）の駅（貨物駅。廃駅）である。

## 歴史
当駅は、宮崎県営鉄道が飫肥線の終着駅（起点）として設置した（初代）油津駅（所属路線は、特殊狭軌線である油津線）と同所にあった。1941年（昭和16年）の改軌の際に旧線を新線扱いで貨物支線とし、（初代）油津駅の跡地に設置されたのが当駅である。

### 年表
- 1913年（大正2年）8月18日：宮崎県営鉄道が（初代）油津駅として設置[1]。一般駅。
- 1935年（昭和10年）7月1日：宮崎県営鉄道飫肥線が国有化され、油津線となる[1]。
- 1937年（昭和12年）
  - 4月5日：元油津駅（初代）に改称。貨物のみ取り扱い[1]。
  - 4月19日：志布志線（当時）の油津駅（2代）が開業。
- 1941年（昭和16年）10月28日：油津駅（2代） - 当駅間改軌完成により、油津線の元油津駅は廃止。同時に志布志線（貨物支線）の元油津駅（2代。貨物駅）として再開業[1]。
- 1960年（昭和35年）7月25日：貨物支線廃止により廃駅となる[1]。

## 駅周辺
- 日南市観光協会
- サピア日南ショッピングセンター
- 宮崎山形屋 ギフトショップ 日南 - 山形屋ホールディングスのグループ企業が運営するギフトショップ[2]。
- 日南第一ホテル
- 日南警察署油津交番
- 日南郵便局
- 国道222号
- 堀川運河
  - 夢見橋

## 現状
「堀川夢ひろば」として整備されたが、同広場内には線路の一部が残っている。なお、同広場では地域おこしの一環として、毎年秋 - 冬にイルミネーションイベントが開催されている。同イベントは冬の風物詩として親しまれている。

## 隣の駅
日本国有鉄道
志布志線（貨物支線）
油津駅 - （貨）元油津駅